# Люксембургска съпротива
Люксембургската съпротива е съпротивително движение в Люксембург по време на германската окупация през Втората световна война.
То включва множество идеологически разнородни групи, действащи срещу германското присъствие в страната. Те извършват саботажни акции, издават нелегални вестници, събират разузнавателна информация, през 1942 година организират обща стачка.